# 渡邊睦裕
渡邊睦裕（1918年1月18日—2003年4月1日）是大日本帝國的陸軍戰爭罪犯，最後軍階軍曹，最高軍階曹長。
他畢業於早稻田大學法文系，曾於同盟通信社任職。
1941年日本發動太平洋戰爭，他入伍服兵役，被分配到戰俘收容所監視同盟國的戰俘。
而他個性激進又暴躁，對同盟國的戰俘进行非常殘暴的凌虐，其中就有一位曾經代表美國參加過1936年夏季奧林匹克運動會競賽，並服役於美國陸軍航空兵團的路易斯·讚佩里尼。
1945年日本二戰投降後，為了逃避戰爭罪的審判，他開始逃亡並躲過了審判的追訴期。之後於1956年發表文章投稿《文藝春秋》雜誌，內容表達自己因为不願面對戰犯審判而逃亡。
2003年4月1日，时年85歲逝世。
1. ↑  Kohn, David. . cbsnews.com. CBS Interactive Inc. 24 September 1999  [28 January 2017]. （原始内容存档于2014-07-14） （英语）.
2. ↑  Cahalan, Susannah. . New York Post (NYP Holdings, Inc.). 26 December 2010  [6 May 2020]. （原始内容存档于2022-11-29） （英语）.